# ジョン・トルーデル

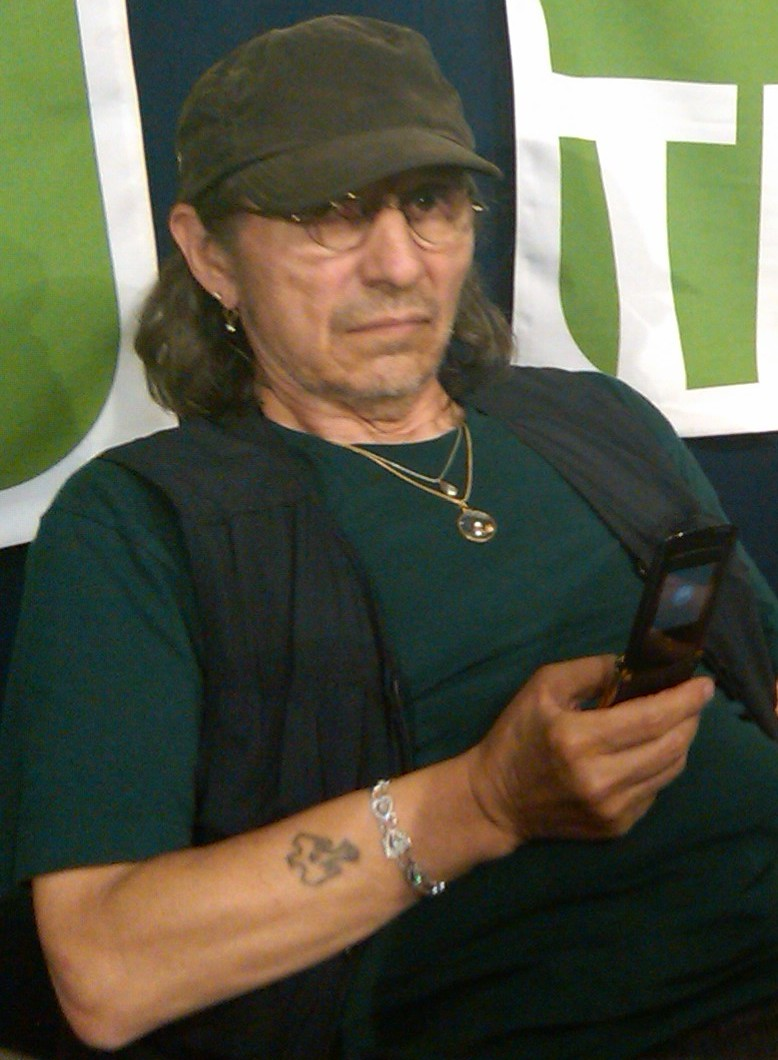
ジョン・トルーデル

ジョン・トルーデル（John Trudell、1946年2月15日 - 2015年12月8日）は、アメリカインディアンの民族運動家、作家、詩人、音楽家。

## 来歴
1946年2月15日、ネブラスカ州オマハでサンテ・スー族の父クリフォード・トルーデルと、メキシコ人の母の間に生まれた。その後、ネブラスカ州ニオブララのサンテ･スー保留地で育った。母方の祖父は、パンチョ・ビリャと戦いを共にした人物だった。
1963年、17歳のときに高校での抑圧的な環境から逃れるために、これを中退して米軍海兵隊に入隊し、ベトナム戦争の遠征に二度従軍した。海軍兵としてカリフォルニア州ロングビーチに駐留中、最初の妻フェリシア・ルー・オルドネスと出あい、結婚。マリ、タラ、ウォボカの三子をもうけているが、のちに離婚した。
退役後、カリフォルニア州サンバーナディーノの大学に入り、ラジオ放送について学んだ。6年後に大学を卒業するが、インディアンの彼に就職口は無く、ジョンはインディアンの権利運動に関わるようになった。サンフランシスコでは、合衆国から条約を打ち切られ、保留地を失って絶滅部族とされたインディアンたちが互助組織「インディアン･センター」を設立し、集会所としていた。ここでジョンは、モホーク族の運動家リチャード・オークスと出会った。

### アルカトラズ島占拠
1969年秋に、サンフランシスコの「インディアン・センター」が火災で焼失し、保留地を持たないベイエリアのインディアン達の集会所が無くなってしまった。インディアンたちの主張は白人社会の中で無視され続け、直接的抗議行動によってマスコミにアピールするよりほかはないと考えていたリチャードは、ジョン・トルーデルと、サンフランシスコ湾に浮かぶ放棄された無人の島、「アルカトラズ島」の占拠を計画した。
1969年11月9日、ジョン、リチャードをはじめとする76人のインディアンの若者たちは、「全部族インディアン」を名乗り、放棄された無人島のアルカトラズに上陸し、この島を白人によって弾圧されてきたインディアンの伝統文化の復興拠点「インディアン文化センター」とすると宣言した。
ジョンは「全部族インディアン」のスポークスマンとなり、この島でFMラジオ局を開設し、「ラジオ・自由のアルカトラズ」としてインディアンを囲む様々な問題やインディアン音楽をテーマにDJを行い、「白人だけに向けた現在のシステムでいいのか」と問いかけた。ジョンはアルカトラズ島占拠期間中、この島に留まり、スポークスマンを務め切った。
この「アルカトラズ島占拠」は、当時新進気鋭の「アメリカインディアン運動」（AIM）にも応援要請を行っており、ジョンはAIMのデニス・バンクスらと島で交歓を深めた。

### AIMメンバーとなる
「アルカトラズ島占拠」の間に、ジョンはAIMに参加した。ジョンの雄弁さに敬服していたデニス･バンクスはこれを聞いて、「クライド・ベルコートと二人で大喜びした」と語っている。以後、デニス・バンクス、ラッセル・ミーンズ、クライド・ベルコート、フロイド・ウェスターマンらとともに、AIMの中心的主導メンバーとなる。
1970年、11月26日の感謝祭に合わせた「ニューイングランド入植350周年」のイベントで、「プリマスの岩とメイフラワー号2世乗っ取り抗議」などを主催。「白人による侵略開始の象徴」である「プリマスの岩」を、ペンキで真っ赤に塗って見せた。1972年、AIMが決行した「破られた条約のための行進」に参加、その後の「BIA本部ビル占拠抗議」では二日目から参加し、占拠団の一人となった。翌1973年の「ウーンデッド・ニー占拠」にも参加した。
1971年、ネバダ州の「ダック湖畔インディアン保留地」でパイユート族・ショーショーニー族のティナ・マニングと出会い、彼女と再婚する。ティナは部族の主権について積極的に関わる運動家だった。
1973年から1979年まで6年間、AIMの全国委員長を務めた。1975年、ネバダの保留地の交易所に食券（インディアン条約に基づく支給年金）で食料を買おうとして拒否され、このとき発砲したとして逮捕される。
1976年以降、FBIによって逮捕されたレナード・ペルティエに代わってAIMの調整役を務めた。1969年から1979年にかけて、FBIはジョンについて1万7千頁に上る調査書類を作成し、彼が「非常に知的で、したがって、非常に危険である」と結論付けている。

### 家族の死
1979年、逮捕されたAIMメンバーレナード・ペルティエの待遇について、ワシントンD.C.のFBI本部ビルの玄関前階段で、星条旗を燃やしてFBIに抗議を行う。
その12時間後、ネバダの保留地の自宅が原因不明の火災を起こし、義母、妊娠中の妻ティナと、1歳、3歳、5歳になるリカルダ・スター、サンシャイン・カルマ、エリ・チェンジング・サンの3人の子供たちが家に閉じ込められた状態で焼死した。妻ティナは、保留地での環境問題や権利問題の尖鋭的運動家だった。この不審火についてBIA（インディアン管理局）は「暖炉の通風口の故障によって出火したものである」と発表した。
ジョンが雇った私立探偵は、「暖炉の通風口はふさがれていた」と結論し、「これが出火源とは思えない」と報告した。火災の際の一部の目撃者は、「屋根は焼夷弾のようなもので燃え上がっていた」と証言した。まるでジョンの政治活動への報復によって燃やされたかのようなこの火災は、様々な憶測を呼んだ。ジョンは家族の死はFBIと連邦政府に関連があるとコメントしている。この不審火が発生したのが、ジョンが星条旗をFBI本部ビルの前で燃やした数時間後のことだったからである。
家族を失ったジョンは、その悲しみや怒りを込めた『Baby Boom Che』、『Rant and Roll』などの自作の詩の朗読を公衆の場で始めた。

### 詩人、音楽家となる
1982年、ジャクソン・ブラウンやボニー・レイットの支援を受けて、伝統的なインディアンの歌と太鼓演奏をバックにした朗読詩のカセットを発表した。翌1883年には『Tribal Voice』を自主出版した。
1986年、コマンチ族・カイオワ族のロック・ギタリストであるジェシ・エド・デイヴィスと出会い、ジョンの詩とジェシのギター演奏を組み合わせたJT / JED名義のアルバム・カセット『aka Graffiti Man』を、自ら設立したThe Peace Companyから発表した。ジョンの詩とインディアンの伝統音楽、ロックとブルースが編み込まれ、ボブ・ディランによって「本年度の最高のアルバム」と絶賛された。ロックンロールと詩を融合させる試みはマーク・シャークとも行われた。
1988年、オーストラリアのバンド「ミッドナイト・オイル」とセッションを行い、またピーター・ガブリエルとは1993年の「ウォーマッド」ツアーに参加して詩を提供している。
その後は詩人、音楽家として活動を拡げる一方、ナバホ族保留地のウラン採掘による核汚染を始めとするインディアンの国の環境問題に積極的に関わった。一方、AIMメンバーアニー・マエ・アクアッシュ殺害にジョンが関わりがあるとして、カナダバンクーバーの先住民組織「Native Youth Movement」は2005年にジョンの公演のボイコットを決議している。

### 死
2015年12月に末期癌であると公表され、8日に息を引き取った。

## ディスコグラフィ
- 『Tribal Voice』（1983年）
- 『aka Graffiti Man』（1986年）※JT / JED名義。
- 『...But This Isn't El Salvador』（1987年）
- 『Heart Jump Bouquet 』（　〃　）
- 『Fables and Other Realities 』（1991年）
- 『Child's Voice: Children of the Earth』（1992年）
- 『A.K.A. Graffiti Man』（　〃　）
- 『Johnny Damas & Me』（1994年）
- 『Blue Indians』 （1999年）
- 『Descendant Now Ancestor』（2001年）
- 『Bone Days』 （2002年） 　※アンジェリーナ・ジョリーによるプロデュース 。カセット録音の『aka Graffiti Man』[3]をデジタル再加工したもの。
- 『Madness & The Moremes』 （2007年）

## 映像作品
ジョン・トルーデルは俳優としても多数の映像作品に参加している。2005年に制作されたドキュメント映画『Trudell』では、家族全員が焼死した1979年の火災事件について、多くの証言が採録されている。
- 『サンダーハート』（1992年）
- 『Incident at Oglala』（1992年）　※プロデュース
- 『沈黙の要塞』（1994年）
- 『Smoke Signals』（1998年）
- 『Trudell』（2005年）

他